# Taner Kabilov
Taner Kabilov, né le 28 avril 1987 à Plovdiv, est un homme politique bulgare, membre du Mouvement des droits et des libertés (DPS). Il est député européen depuis 2024.

## Biographie
En juin 2024, il est élu au Parlement européen, où il siège au sein du groupe Renew Europe (RE).